# OK Budva
OK Budva – czarnogórski klub siatkarski z Budvy. W latach 2006-2010 występował w I lidze czarnogórskiej. Po sezonie 2009/2010 zakończył swoją działalność.
Po rozwiązaniu klubu Budvanska Rivijera Budva w 2018 roku powołano do życia nowy klub pod nazwą OK Budva. Zdobył on czterokrotnie mistrzostwo Czarnogóry oraz pięciokrotnie Puchar Czarnogóry.

## Rozgrywki krajowe
| Sezon     | Rozgrywki | Miejsce    |
| --------- | --------- | ---------- |
| 2006/2007 | I liga    | 7. miejsce |
| 2007/2008 | I liga    | 5. miejsce |
| 2008/2009 | I liga    | 5. miejsce |
| 2009/2010 | I liga    | 4. miejsce |

## Rozgrywki międzynarodowe
Klub OK Budva występował w eliminacjach do Ligi Mistrzów oraz w Pucharze CEV w sezonie 2019/2020.

## Sukcesy
Puchar Czarnogóry
- 1. miejsce (6x): 2019, 2020, 2021, 2022, 2023, 2024

Mistrzostwa Czarnogóry
- 1. miejsce (7x): 2019, 2020, 2021, 2022[1], 2023, 2024[2], 2025[3]

Superpuchar Czarnogóry
- 1. miejsce (1x): 2024[4]